# Patrick Caldwell
Patrick Caldwell (* 18. Februar 1994) ist ein ehemaliger US-amerikanischer Skilangläufer.

## Werdegang
Caldwell startete im Januar 2011 in Rumford erstmals bei der US Super Tour und belegte dabei den 75. Platz über 15 km klassisch und den 66. Platz im Sprint. Bei den Olympischen Jugend-Winterspielen 2012 in Innsbruck gewann er die Bronzemedaille in der Mixed-Staffel. Zudem errang er den 16. Platz über 10 km klassisch und den fünften Platz im Sprint. Seine besten Resultate bei den Nordischen Junioren-Skiweltmeisterschaften 2014 im Fleimstal waren der 12. Platz mit der Staffel und der zehnte Rang im Skiathlon. Bei den U23-Weltmeisterschaften 2015 in Almaty kam er auf den 20. Platz im Skiathlon und auf den 15. Platz über 15 km Freistil. In der Saison 2015/16 holte er in Craftsbury über 10 km Freistil seinen ersten Sieg bei der US Super Tour. Außerdem belegte er dort über 15 km Freistil den dritten Platz und erreichte zum Saisonende den 11. Platz in der Gesamtwertung der US Super Tour. Bei den U23-Weltmeisterschaften 2016 in Râșnov errang er den 43. Platz im Sprint, den 27. Platz über 15 km klassisch und den 21. Platz über 15 km Freistil. Im folgenden Jahr belegte er bei den U23-Weltmeisterschaften 2017 in Soldier Hollow den 18. Platz im Sprint und jeweils den neunten Rang über 15 km Freistil und im Skiathlon. Im März 2017 debütierte er in Québec im Skilanglauf-Weltcup. Dort holte er beim Weltcup-Finale, welches er auf dem 46. Platz beendete, bei der Abschlussetappe mit dem 25. Platz seine ersten Weltcuppunkte. Zum Saisonende wurde er mit zwei zweiten Plätzen Zweiter in der Gesamtwertung der US Supertour. Nach Platz 51 beim Ruka Triple zu Beginn der Saison 2017/18, errang er bei der Tour de Ski 2017/18 den 38. Platz. Dabei holte er jeweils bei der Abschlussetappe im Fleimstal mit dem 22. Platz und in Ruka mit dem 19. Platz seine einzigen Weltcuppunkte in der Saison. Dies sind zugleich seine besten Platzierungen im Weltcup. Bei den Olympischen Winterspielen 2018 in Pyeongchang lief er auf den 51. Platz im Skiathlon. Das Weltcupfinale in Falun beendete er auf dem 59. Platz. Letztmals im Weltcup startete er im Dezember 2018 in Lillehammer, wobei er den 63. Platz über 15 km Freistil errang.

## Siege bei Continental-Cup-Rennen
| Nr. | Datum           | Ort        | Disziplin      | Serie         |
| --- | --------------- | ---------- | -------------- | ------------- |
| 1.  | 6. Februar 2016 | Craftsbury | 10 km Freistil | US Super Tour |